# Autofellatio

Một người đàn ông thực hiện liếm dương vật của mình

Autofellatio là hành động kích thích dương vật của chính mình bằng miệng như một hình thức thủ dâm. Chỉ một số giới hạn nam giới có khả năng thực hiện hành động này.